# Stazione di Sticciano
La stazione di Sticciano è una fermata ferroviaria della linea Siena–Grosseto a servizio del borgo di Sticciano, frazione del comune di Roccastrada, in provincia di Grosseto.
È classificata nella categoria  Bronze di RFI.
Il servizio passeggeri è svolto in esclusiva da parte di Trenitalia, controllata del gruppo Ferrovie dello Stato, per conto della Regione Toscana. I treni sono di tipo regionale e regionale veloce. In totale sono circa venti i treni che effettuano servizio in questa stazione e le loro principali destinazioni sono: Firenze Santa Maria Novella, Siena, Orbetello e Grosseto.
La stazione di Sticciano risulta la principale stazione del territorio comunale di Roccastrada, in quanto lo scalo del capoluogo è poco utilizzato data la sua lontananza dal centro.